# جو سميث (لاعب كرة قاعدة)
جو سميث (بالإنجليزية: Joe Smith)‏ (و. 1984  م) هو لاعب كرة قاعدة، من الولايات المتحدة، ولد في سينسيناتي، أوهايو، يلعب كمرسل الكرة ‏.

## روابط خارجية
- جو سميث على موقع دوري كرة القاعدة الرئيسي (الإنجليزية)
- جو سميث على موقعبيزبول رفرنس.كوم (الدوري الرئيسي) (الإنجليزية)
- جو سميث على موقعبيزبول رفرنس.كوم (الدوري الثانوي) (الإنجليزية)
- جو سميث على موقع إي إس بي إن.كوم (أم.أل.بي) (الإنجليزية)
- جو سميث على موقع مشجعي الرسوم البيانية (الإنجليزية)